# Histoire des Juifs à Hrubieszów

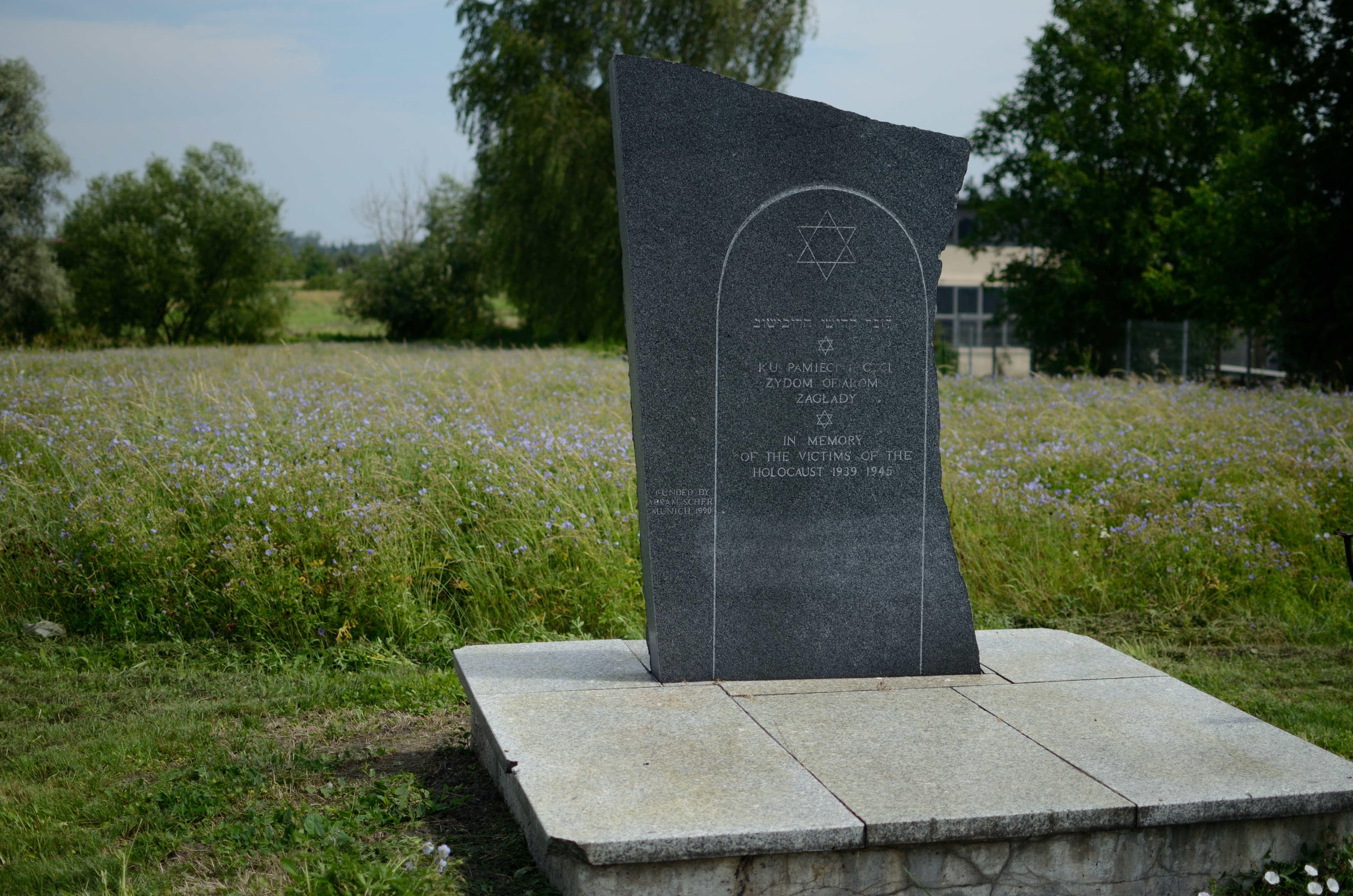
Mémorial aux martyrs de la Shoah, érigé dans le cimetière juif

L'histoire des Juifs à Hrubieszów commence dès le XVe siècle par l'installation des quelques familles. Le nombre de Juifs va croitre très rapidement jusqu'à représenter entre 60 et 70 % de la population de la ville au XIXe et au début du XXe siècle. La communauté est anéantie durant la Shoah et ne se reconstituera pas après la guerre. Il n'y a actuellement plus de Juif à Hrubieszów.
Hrubieszów est une ville de la voïvodie de Lublin, dans le Sud-Est de la Pologne. Située environ à 117 kilomètres au sud-est de Lublin, elle compte de nos jours un peu moins de 18 000 habitants.

## Histoire de la communauté juive

### Les origines
Les sources les plus anciennes de l'installation de Juifs à Hrubieszów remontent à 1440. Elles parlent d'un marchand, Eliasz (Eljahu) qui se rend à Kiev en passant par Loutsk pour y acheter de la fourrure et des chevaux. Vers le milieu du XVe siècle, les Juifs d'Hrubieszów reçoivent un certain nombre de privilèges pour le commerce du vin et la gestion de la chambre des impôts de la ville.
Un autre Juif d'Hrubieszow, Izecko (Yitzchok) Sokolovich, met en gage toutes ses propriétés ainsi que 10 esclaves auprès du gouverneur provincial (voïvode) Piotr Odrowąż, comme caution pour sa dette se montant à 140 grzybny. En 1447, ce même Sokołovich loue une mine de sel à Jasnica et la charge de perception des droits de douane à Sambir. En 1456, Casimir IV Jagellon accorde à Michael et son fils Jechuda le droit d'acheter et de vendre du vin et toute sorte de marchandise dans toute la Pologne pour approvisionner la cour royale. Les Juifs d'Hrubieszów sont aussi exclus de la juridiction des tribunaux et du paiement des péages et des droits de douane dans le pays. Dans le dernier quart du XVe siècle, les frères Joske et Szach Szachniewicz, certainement les plus puissants preneurs à bail de Pologne à cette époque, prennent la charge de la perception des taxes à Hrubieszów, à Lublin et à Belz, puis en 1498 à Lubaczów. En 1500, la charge de perception des taxes à Hrubieszów est reprise par Jakub, le fils de Joske, tandis que Joske lui-même acquiert en 1505 celle de Chełm, Lwów, et plus tard des districts de Podolie, de Lwów, Halycz, Sanok, Przemyśl et de Belz. En 1484–1487 Joske transfère 1 146 grzybny et 319 florins au trésor royal comme droit de perception pour Lublin, Hrubieszów et Belz. En 1493, les droits de perception pour Lublin sont de 320 grzybny et en 1504 de 500 grzybny pour les districts de Lwów et de Belz. En 1505, il paye au roi Alexandre pour Lwów et Belz des droits de collecte s'élevant à 769 grzybny. En 1508 il paye à Mikolay Lanckoronski 650 florins comme droits de collecte pour Lwów. En 1502–1506 Joske paye au roi Alexandre près de 168 grzybny auquel s'ajoutent plusieurs douzaines de pieds de tissu
Les Juifs d'Hrubieszów développent le commerce avec la Valachie et la Turquie. Ils vendent du bétail et des bœufs en échange de produits orientaux comme les tapis. Les voyages à l'époque sont peu sûrs et les attaques de bandits fréquentes. On sait par la responsa Mavhir Einei Hachamim du rabbin Meir de Lublin (1558–1616), fils du rabbin Gedalya, que Yehuda, fils de Moshe, un résident d'Hrubieszów, a été tué par des voleurs de grands chemins.
Un historien polonais de l'époque, Jan Długos (1415–1480) note dans son Histoire de la Pologne que Hrubieszów a servi de refuge à Jakub Uchman, un des Juifs suspectés du meurtre de l'enfant Simon de Trente. Mais ce récit n'est corroboré par aucune autre source. En 1510, l'apostat Johannes Pfefferkorn dans son livre violemment antisémite Handspiegel de 1510 écrit qu'un prêtre catholique, qui s'était converti au judaïsme, avait fui son pays pour se réfugier à Hrubieszów.
En 1555, Hrubieszów a 13 habitants juifs, occupant quatre maisons. En 1560, on compte 40 Juifs vivant dans 4 maisons. Une cinquième maison est achetée en 1564. Ils payent une taxe spéciale, la szos królewski de 18 groszy pour chaque maison, soit un total de 90 groszy.
En 1578, le roi Étienne Báthory accorde aux Juifs de Hrubieszów un certain nombre de privilèges grâce au soutien du chef de district, le staroste Stanisław Tęczyński; les privilèges les rendent égaux en droits et responsabilités au habitants chrétiens de la ville. Le droit leur donne aussi la permission de construire une synagogue et des maisons pour le hazan (chantre) et le rabbin. Les Juifs d'Hrubieszów peuvent aussi acheter et résider dans des maisons situées au centre de la ville et ont le droit d'installer des boutiques et des étals sur la place du marché, de faire le commerce de marchandises de toutes sortes, y compris de la viande et toute autre nourriture, ainsi que de l'alcool et de brasser de la bière. En échange du droit d'abattage, les bouchers juifs doivent livrer au palais 15 kamiens de lait annuellement, soit environ 200 kg ou 200 litres de lait ou l'équivalent de 20 złotys. Le Juif Avraham obtient le droit de distiller de l'eau-de-vie pendant toute sa vie contre paiement annuellement de 60 marks polonais pour l'entretien de la ville et la fourniture chaque année d'un canon pour les fortifications de la ville. Ces nouvelles réglementations légales et formelles conduisent à un afflux rapide de Juifs dans la ville. Dès l'année 1578, un site est retenu pour la création d'un cimetière, et une synagogue en bois est construite.
À la fin du XVIe siècle, un procès oppose des membres de la communauté juive à l'archevêque de Chełm: en 1581, Moshe Shabtayevitch et Avraham Meirovitch louent des terres à Białopole et à Bosno à l'archevêque Leonty de Chełm pendant quatre ans, promettant d'enregistrer le contrat au tribunal foncier. Le 13 décembre 1582, Leonty déclare que les locataires lui ont versé la somme de 500 złotys. Mais une dispute éclate entre eux, Leonty accusant les locataires juifs d'obliger les paysans à travailler trop durement, contrairement à leur promesse dans le contrat. En raison de cette maltraitance, l'archevêque exige le paiement d'une amende de 1 000 złotys, comme spécifié dans le contrat. Il intente aussi une action en justice contre eux auprès du tribunal de première instance. Les accusés prétendent que la cour n'a pas autorité pour les juger car le contrat a été déposé auprès du tribunal foncier. L'archevêque arrivant à prouver que le contrat a été renouvelé devant la cour de première instance, il obtient un jugement en sa faveur. Mais les locataires font appel auprès du tribunal de Lublin qui rejette leur appel au motif que les poursuites relatives aux baux ne peuvent pas faire l'objet d'un appel. En plus de ce procès, l'archevêque les poursuit pour avoir coupé 600 chênes et bouleaux des forêts du domaine, les avoir transportés hors de Hrubieszów et les avoir utilisés à leur profit. Il s'agit d'une violation d'un engagement du bail et il exige le paiement d'une amende de 1 000 złotys. Les locataires, d'autre part, déposent une plainte contre l'archevêque Leonty : contrairement aux termes du contrat, il aurait accordé l'autorisation aux paysans de travailler en même temps pour le staroste Pawel Ochanski. L'issue de ce procès n'est pas connue.

### La communauté auXVIIeetXVIIIesiècles
En 1646, l'armée du roi Ladislas IV Vasa se rassemble à Hrubieszów pour partir en guerre contre les Turcs. Les trois compagnies de la Garde royale, composées en tout de 600 hommes, coûtent 3 000 złotys. Pour l'entretien de l'armée, les Juifs doivent payer 19,5 złotys par soldat et les non juifs 17,5 złotys.
En 1648, Hrubieszów est dévasté par les troupes de Khmelnitski marchant sur Zamość. Pendant l'invasion, la synagogue et l'école sont détruites, ainsi que les habitations et commerces juifs du centre de la ville; une grande partie de la population juive d'Hrubieszów est tuée.
Selon le récit de Nathan Hannover dans son Yeven Metzula: "Ils ont causé de nombreux morts dans les communautés juives de Tomaszów–Lubelski, Szczebrzeszyn, Turobin, Hrubiszow (Hrubieszow), et dans les villes alentour. Plusieurs dizaines de milliers de Juifs furent assassinés,". L'historien juif Shmuel Fayvish (ou Feivish), dans son livre Tit Ha-Yeven, publié en 1650, raconte que seul un petit nombre de Juifs d'Hrubieszow réussirent à survivre en fuyant à Lublin. La ville est en proie à la famine et aux épidémies. Cependant, la communauté juive renaît assez rapidement avec le retour des réfugiés de Lublin. En 1664 à Hrubieszów, sur 103 parcelles situées dans le centre-ville, 84 sont vides et seulement 19 sont bâties ; il n'y a plus que 22 maisons juives dans toute la ville.
La communauté juive est fortement endettée et a du mal à rembourser, même les intérêts. En plus des différentes taxes, la communauté doit payer au prêtre local selon un contrat signé en 1678, les sommes suivantes: le jour de la fête de Saint-Jean Baptiste, la somme de 20 złotys; à Noël et à Pâques: 2 livres de poivre, 1 livre de gingembre, 1 livre de cumin, 2 livres de safran, 1 livre de fleurs aromatiques et 3 livres de sucre. Dans l'impossibilité de rembourser un emprunt de 3 000 złotys , le roi Auguste II ordonne le 6 octobre 1703, que les responsables de la communauté, Nisan Berkovitch, Yosef Nachmanovitch, Avraham Shmuelevitch, Avraham Eisikovitch, Leyb Hershkovitch, Beinish Meirovitch, Aharon Leibovitch, soient poursuivis en justice devant le tribunal de Lublin afin de sécuriser l'emprunt en gageant l'ensemble des propriétés des responsables.
Un autre procès a lieu en 1705, initialement à la cour municipale de Chełm puis transféré au tribunal de Lublin. La plainte est déposée par M. Liniawski de Kiev, maitre de la chasse, qui réclame 4 000 złotys, ainsi qu'un intérêt annuel de 300 złotys. Les prévenus sont la communauté juive et ses responsables Hirsh Pietrushka, Avraham Feivishzon et Emanuel Shimsholovitz. L'affaire dure cinq ans, jusqu'à ce qu'un compromis soit trouvé le 27 juillet 1710. Celui-ci stipule que les responsables de la communauté Hirsh Pietrushka, Barak Manis, Yudko Oshiovitz, Ya'akov Feivshovitz et Leyzer Oshiovitz s'engagent, au nom de la communauté à rembourser la dette de 4 000 złotys, pour le montant total, intérêt inclus de 6 930 złotys.
Les Juifs d'Hrubieszow croulent sous le poids des impôts et taxes diverses. Ils payent une capitation se montant à 2 260 złotys en 1725 pour l'ensemble de la communauté et à 3 000 złotys en 1728. En plus, ils payent une taxe foncière, une taxe spéciale lors du couronnement du roi, des prélèvements spéciaux pour couvrir les dettes nationales, les dépenses de guerre etc… et des taxes indirectes de douane, pour le passage de ponts, sur les boissons alcooliques etc… et en 1775, des timbres fiscaux pour les livres commerciaux, les documents, les livres, des dons annuels obligatoires au prêtre local et au staroste, ainsi que des impôts communautaires.
Au début du XVIIIe siècle, la ville commence à se redresser. Les premières auberges en brique sont construites et en 1715, une nouvelle synagogue en brique est édifiée. En 1765, Hrubieszów a une population d'environ 2 500 habitants et 381 maisons dont 135 appartiennent à des Juifs. Parmi celles-ci, 15 sont des auberges et 13 des magasins situés à l'intérieur des murs de la ville. Le quartier juif se situe à l'ouest du Nowy Rynek (Nouveau marché), près de la synagogue. La plupart des bâtiments dans ce quartier sont des maisons de brique de deux niveaux, avec magasins et ateliers au rez-de-chaussée, et le logement du propriétaire à l'étage supérieur. Le 17 avril 1736, un feu ravage une grande partie de la ville, détruisant 27 habitations juives et la synagogue. Les responsables de la communauté et ses rabbins participent activement au Conseil des Quatre Pays.

### Hrubieszów sous domination autrichienne
À partir de 1772, à la suite du premier partage de la Pologne, les juifs d'Hrubieszów passent sous domination autrichienne. Hrubieszów fait partie du district de Zamość. Les Juifs doivent payer tous les impôts prélevés sur les Juifs de Galicie: la Toleranz–steuer (taxe de tolérance) de 4 florins par famille, la Geworbe– und Vermögens–steuer (impôt sur l'emploi et la taxe foncière) de 4 florins par famille, la Heirats taxe (taxe de mariage) qui varie selon l'emploi de 3 à 90 florins, la taxe sur la viande cachère, la taxe sur les bougies. En plus selon une étude du 7 mars 1788, les Juifs d'Hrubieszów payent en plus la huszca tax de 135 złotys, la taxe sur les poissons de 33 złotys et 10 groszys, la taxe sur le lait de 216 złotys, la taxe sur les clous de 136 złotys et la taxe sur les clôtures de 40 złotys.
Les relations économiques entre Juifs et chrétiens s'enveniment. En 1790, une dispute éclate entre la guilde des bouchers chrétiens et les Juifs d'Hrubieszów. Les bouchers chrétiens se plaignent auprès des autorités qu'ils sont victimes de discrimination de la part des Juifs, ce qui leur cause un grave préjudice. La réaction des autorités et de la communauté juive n'est pas claire d'après les archives. Ce type de plainte est fréquent pendant cette période.

### Hrubieszów sous tutelle russe
En 1807, pendant la période napoléonienne, Hrubieszów fait partie du Duché de Varsovie et en 1815 après le congrès de Vienne, du royaume de Pologne sous tutelle russe. Le gouvernement du royaume de Pologne, et plus particulièrement le ministre de l'éducation Stanisław Potocki, tente d'améliorer la situation des Juifs en ouvrant des écoles et en enseignant le polonais. Un rapport de la commission royale d'enquête sur la religion et l'enseignement public du 27 décembre 1817 indique:
« Il est impossible à l'heure actuelle de convaincre les parents d'enfants de confession mosaïque de les envoyer dans des écoles avec des enfants catholiques. Comme ils ne croient en rien et manquent totalement d'éducation, ils sont incapables de se décider à habiller leurs enfants avec des vêtements modernes, à leur enlever la calotte et à leur couper les papillotes, bien que nous ayons attiré leur attention sur ces points. Même ceux qui étaient prêts à envoyer leurs enfants dans ces écoles ont déclaré que c'était impossible, une fois qu'ils ont entendu parler des conditions. »
« Les Juifs de Hrubieszów paient une taxe annuelle de 400 złotys pour l'enseignant. Ils ont maintenant informé le commissaire du département de l'éducation, qui a visité les écoles locales, qu'ils exigent d'être libérés de cette taxe. Ils n'enverront jamais leurs enfants dans une école catholique, même s'ils doivent payer une taxe décuplée. »
En se basant sur ce rapport, la commission suggère de créer une école spéciale pour les enfants juifs avec un enseignant chrétien ou un enseignant juif avec un niveau d'éducation approprié, de façon que les enfants juifs puissent apprendre à lire et à écrire. Cependant une telle école n'a jamais été créée.
Lors du soulèvement de 1830 contre le tsar, les Juifs d'Hrubieszów sont contre, à l'opposé de ceux de Lublin qui se joignent au mouvement. Les responsables de la communauté, conduits par Yosef Mordechai Katzenellenbogen, rabbin d'Hrubieszów de 1818 à 1830, demandent que les Juifs soient exemptés de la conscription, car le judaïsme interdit l'effusion de sang. En retour, ils sont prêts à payer le double de la taxe de recrutement.
Du XVIIIe siècle et jusqu'au début du XXe siècle, les Juifs constituent une majorité considérable de la population de Hrubieszów et contrôlent le commerce, l'industrie et l'artisanat. Les Juifs ont donc une influence décisive sur le développement économique de la région. Au début du XIXe siècle, une forte communauté hassidique se développe à Hrubieszów qui abritent des rabbins renommés tels que Yosef Mordechai Katzenellenbogen ou Efraim Zalman Rokeach.
À la fin du XIXe siècle, les juifs représentent 60 % de la population de la ville et possèdent plusieurs écoles, des hôtels, deux hôpitaux, la majorité des boutiques et des maisons sur la place du marché, ainsi que des brasseries, des moulins à grain et un moulin à huile. La société la plus importante fondée en 1896, est l'usine de tabac qui appartient à Herszko Kania. Les usines d'outillages et de matériel agricole appartenant à Albert Cingerot, ainsi qu'un atelier de chaudronnerie sont situés dans le faubourg de Podgórze. Les Juifs sont aussi impliqués dans l'artisanat, et un grand nombre de juifs travaillent dans la production de vêtements, de chaussures et de nourriture. On trouve parmi eux des tonneliers, des fourreurs, des cordiers, des fabricants de peinture, des métallurgistes, des charpentiers, des tôliers, des menuisiers et des verriers.

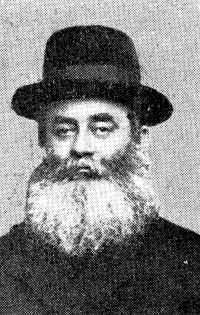
Le rabbin Yosef Wertheim

Dans les années 1860, la ville a un horloger, deux orfèvres: Herszk Wajsman et Szloma Cung, ainsi qu'un imprimeur: Gecel Gutfeld. Il y a aussi deux ateliers de reliure de livre appartenant à la famille Sojfer et à Cham Fajer. Selon des données de 1904, on compte 140 cordonniers, 30 maçons, 20 charpentiers, 15 forgerons, 15 boulangers, 10 tonneliers, 10 cordiers et 8 verriers, ainsi que plusieurs centaines de tailleurs.
La principale source de revenu de la population juive d'Hrubieszów est traditionnellement le commerce, principalement de textile et d'habits, de fourrure, d'articles ménagers, d'articles de luxe, d'art et de livres. Les Juifs couvrent plus de 90 % du commerce d'animaux et 88 % du négoce de grains et de nourriture. La place du marché de la ville et ses alentours proches regroupent la majorité des commerces et des abattoirs.
Parmi les marchands les plus riches, on trouve: Jakow Perec, Abram Brandt, Berko Szapiro, Szloma Regiel, Hemia Berliner et Josif Gertner. En plus du négoce et de l'artisanat, la communauté juive trouve une partie significative de ses profits dans la location de magasins, d'entrepôts, de bains publics, d'abattoirs et de moulins. Une partie de la population tire aussi ses revenus de la location de logements et du transport. À cette période, de nombreuses écoles élémentaires sont ouvertes pour les enfants juifs.
Après le décès en 1830 du rabbin Yosef Katznelboigen, le poste de rabbin est occupé par Yosef Eliezer Gelernter, initialement rabbin à Łaszczów depuis 1812. Nommé à Hrubieszów en 1830, il occupera le poste jusqu'à sa mort en 1864. Il termine les projets commencés par son prédécesseur: construction d'un hôpital et d'un asile psychiatrique. Il s'efforce de recueillir des fonds afin d'ajouter un quatrième bâtiment à l'hôpital, aidé par un prêt de 6 000 złotys du fonds Staszic.
Dans les années 1860, la communauté décide de remplacer la vieille synagogue datant de 1578, qui risque de s'effondrer malgré de nombreuses réparations, et d'en construire une nouvelle. La mise en œuvre de la résolution est retardée par manque de fonds. Ce n'est que grâce aux efforts de plusieurs membres de la communauté que les travaux vont débuter. La première pierre est posée le 10 juin 1863 en présence des membres de la communauté et des représentants des autorités et de la municipalité. La cérémonie est conduite par le rabbin Gelernter. À l'occasion de cette fête, une somme de 7 000 złotys est récoltée. Le coût total du bâtiment est estimé à 100 000 złotys. La construction est terminée en 1874 et inauguré par le rabbin Yisra'el Issar Ya'avetz, précédemment rabbin à Pieszyce, qui a succédé au rabbin Gelernter. Il occupera le poste de rabbin à Hrubieszów jusqu'à la fin de la Première Guerre mondiale. Son successeur, le rabbin Yosef Wertheim (1881–1946), sert à Hrubieszów de 1924 à 1935, avant d'être nommé rabbin à Bendery en Bessarabie et d'émigrer en Palestine en 1940. Le dernier rabbin d'Hrubieszów est Yochanan Twerski, un descendant de la dynastie rabbinique de Chernobil. Né en 1900 à Turiisk en Volhynie, il est assassiné par les Allemands en décembre 1939 avec les Dayanim (juges rabbiniques) Hirsz Rozenszweig et Naftali Rokach.

#### L'imprimerie juive
Dès la période autrichienne, les Juifs d'Hrubieszów obtiennent l'autorisation d'installer une imprimerie, mais ce n'est que pendant la période du duché de Varsovie que Menachem Mendl Finkelshteyn, Moshe Tzikor et Shaul Moshe Goldshteyn établissent la première maison d'édition de texte hébraïque et yiddish. Finkelshteyn apporte les fonds tandis que Moshe Tzikor de Łaszczów et Goldshteyn d'Hrubieszow en sont les experts techniques. Goldshteyn quitte le partenariat en 1819 et en 1821, Finkelshteyn à son tour quitte l'imprimerie et en remet le contrôle à son partenaire Tzikor. Celui-ci s'associe alors avec Shlomo Lev de Łaszczów. Huit maitres-imprimeurs travaillent à l'imprimerie: Daniel Ze'ev, qui travaille à la presse et à la composition, et Baruch Avraham sont d'Hrubieszów;  Yitzhak ben David, compositeur, vient de Łaszczów; Chaim ben Eliezer vient de Lwów; Yisra'el ben Rafael, opérateur de presse, et Menachem Mendel, compositeur viennent de Zhovkva; Pesach Yosef, opérateur de presse, de Łęczno; et Eliezer Segal dont on ignore l'origine.
Entre 1816 et 1826, 34 livres sont imprimés, dont deux en yiddish et une traduction en yiddish du Gedulat David u–Malkhut Yisra'el de Joseph Ha–Efrati de Tropplowitz (maintenant: Opavice) et du Sefer Hasidim du rabbin Yehuda He–Hasid. Tous les livres ont auparavant été approuvés par le comité de censure d'Hrubieszów,,.

### L'entre-deux-guerres
Pendant la période de l'entre-deux-guerres, comme dans beaucoup d'autres villes de la région, la population juive domine économiquement à Hrubieszów et possède la majorité des bâtiments et des commerces. Malgré certains conflits passés, les relations entre la communauté juive et la communauté chrétienne à Hrubieszów sont relativement correctes. Les Juifs sont bien représentés au conseil municipal ainsi qu'à la cour de justice. Ils sont impliqués dans la vie sociale et culturelle de la ville et siègent aux bureaux et conseils d'administration des associations bancaires coopératives de la ville. Parmi les membres les plus actifs de la communauté juive, on peut citer: Fiszel Silberstein (président de l'hôpital juif et du refuge pour les orphelins juifs); Szmul Brand (fournisseur en chef de la garnison d'Hrubieszów); Zysia Rojtman (propriétaire d'un magasin et d'une usine); Beria et Leja Rozenblum (propriétaires d'un magasin de chaussures); et le rabbin Josef Wertheim, un des responsables du mouvement Mizrahi en Pologne.
La population juive vit à cette époque en grande majorité dans des maisons en bois, situées autour de la place de l'ancien marché et dans ses rues alentour, dont beaucoup portent encore leur ancien nom : Jatkowa, Krucza, Szewska, Łazienna.
La vie à Hrubieszów avant la Seconde Guerre mondiale

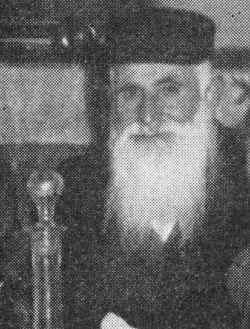
Eli Weiner, le graveur de tombes.
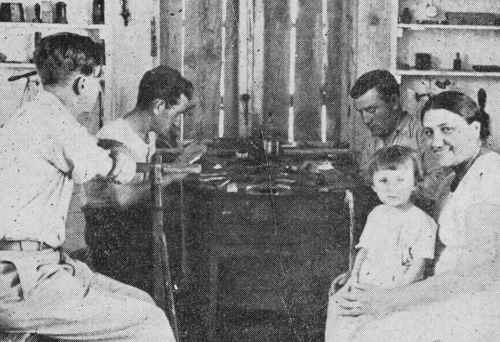
L'atelier d'orfèvrerie de la famille Hubel.
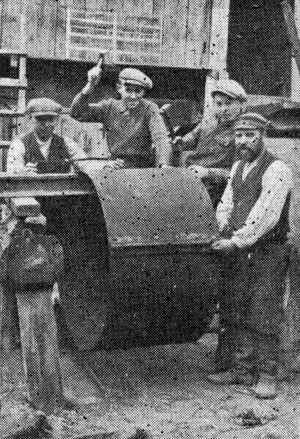
L'atelier de chaudronnerie de Kvasovits.
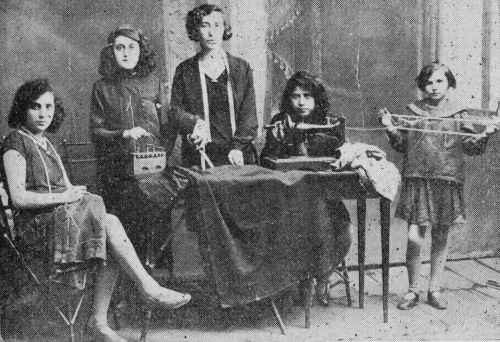
Un atelier de couture.
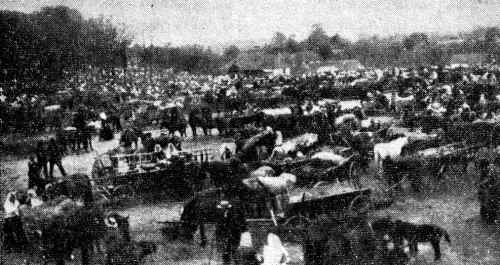
jour de marché à Hrubieszów.
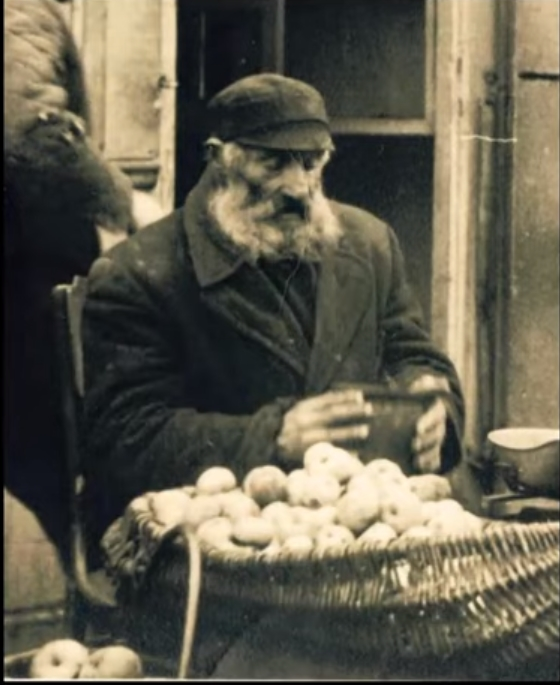
Un vendeur au marché.

La communauté gère une synagogue en brique, deux shtiblekh (maisons de prière), propriétés de Lejba et Frajda Sztern, un cimetière, un salon funéraire, un hôpital, un refuge pour les personnes âgées, un orphelinat, un fonds de prêt sans intérêt, un magasin coopératif, un bain public, des sociétés d'aide (Linas ha-Tsedek et Beit Lechem), des écoles religieuses (Talmud Torah pour les garçons et Beit Yaakov pour les filles). La communauté aide financièrement trois organisations sionistes: Keren ha-Yesod; Keren Kayemet; et Keren ha- Yishuv,. En plus, la ville compte six maisons de prière privées et de nombreux hederim. La vie culturelle est foisonnante grâce entre autres à la bibliothèque I. L. Peretz, les écoles juives comme l'école Tarbut et de nombreux partis politiques et organisations juives. Les partis les plus populaires sont le parti sioniste Poale Zion gauchiste, le parti orthodoxe Aguda Yisrael et le Bund socialiste. En 1928, sort le journal Unzer Wort. Dans les années 1930, les conditions économiques se détériorant entrainent une nouvelle vague d'émigration vers les États-Unis, l'Argentine, le Mexique et la Palestine.
Les écoles à Hrubieszów

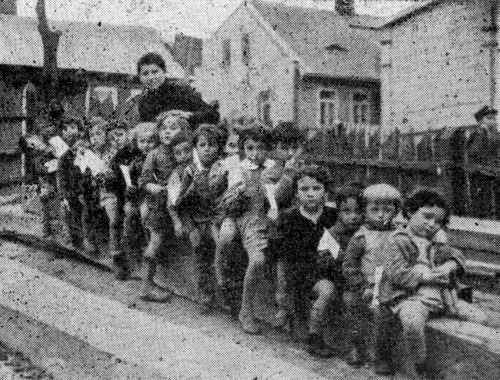
Jardin d'enfants.
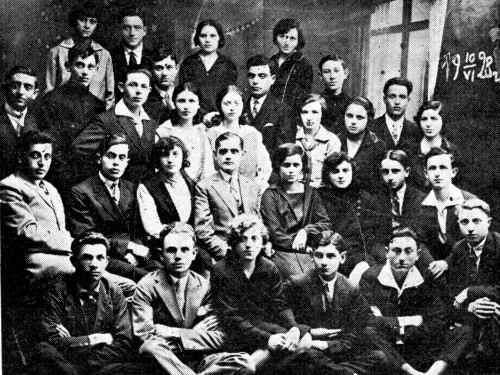
Remise des diplômes à l'école Hatikva en 1928.
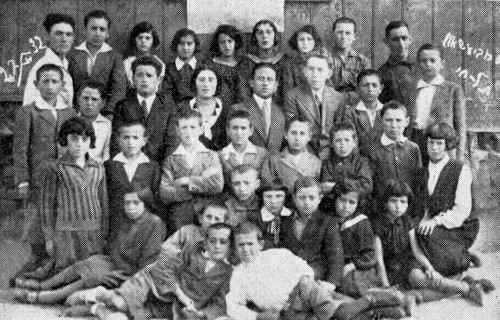
Une classe de l'école Tel-Hai en 1932.
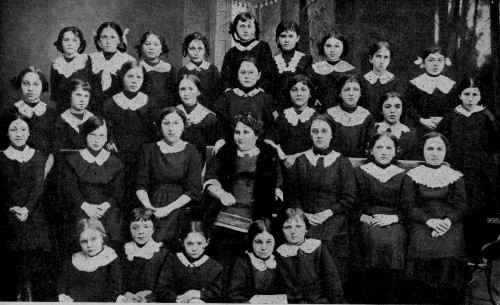
L'école Medem pour filles.

Mouvements et partis politiques à Hrubieszów

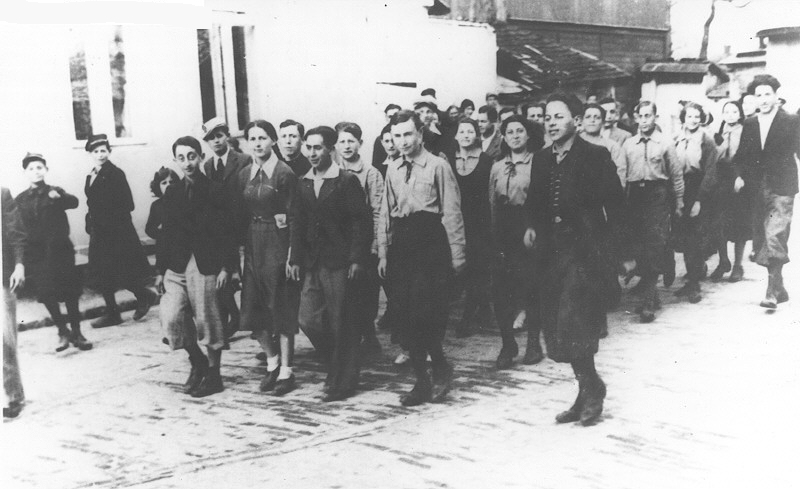
Défilé du 1er mai 1938 du mouvement Freiheit.
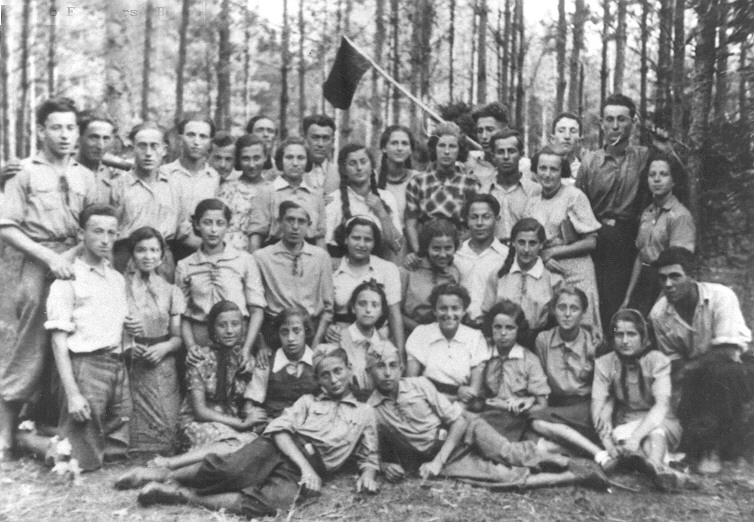
Camp d'été du mouvement Freiheit en 1938.
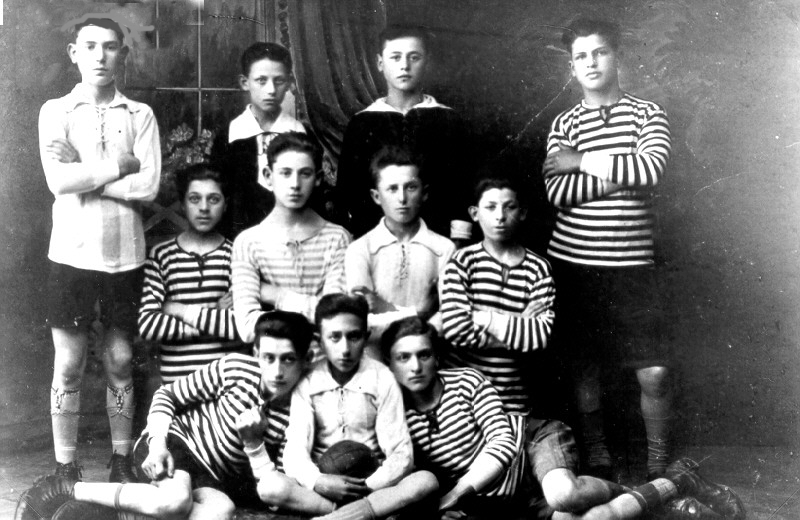
Section sportive du mouvement He-Halutz Ha-Tsair.
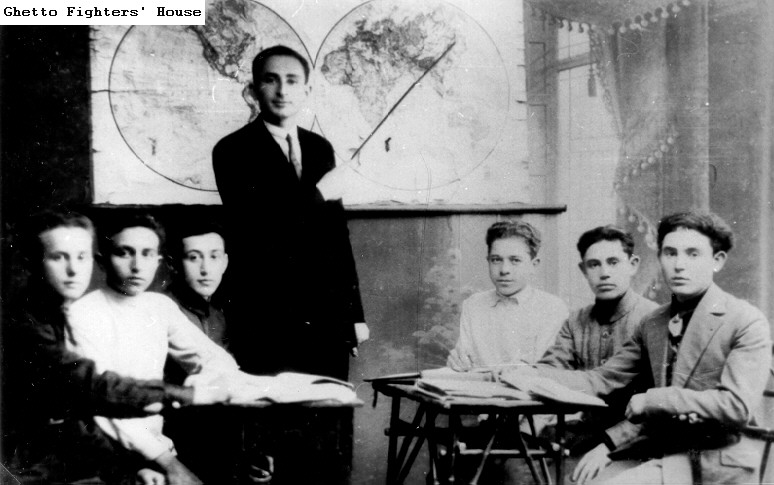
Éducation supérieure organisée par le mouvement He-Halutz Ha-Tsair en 1927.
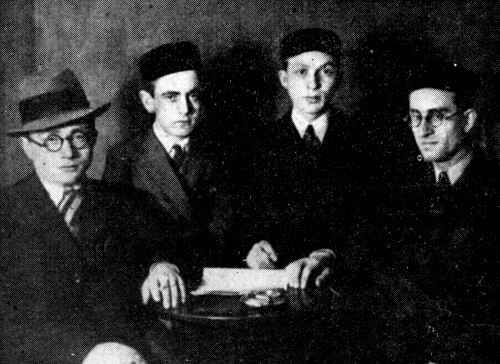
Premier comité du parti Agoudat Israel.

### LaSeconde Guerre mondiale

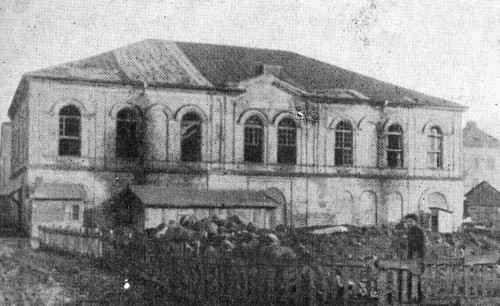
La synagogue pillée et vandalisée.

L'armée allemande entre dans Hrubieszów le 15 septembre 1939, et immédiatement organise une série de pogroms. Dix jours plus tard, les Allemands se retirent et l'armée soviétique occupe la ville, mais deux semaines plus tard, celle-ci se retire à son tour et les Allemands retournent conformément à un nouvel accord germano-soviétique. Près de 1 400 Juifs, ayant connu la terreur nazie, s'enfuient avec l'Armée rouge de l'autre côté de la rivière Bug en territoire restant sous contrôle de l'Union soviétique. Dès leur retour, les allemands commencent à envoyer des Juifs au travail forcé, à piller leurs biens et à demander des rançons. Ils assassinent le rabbin Yohanan Twerski.
Le 2 décembre 1939, les forces SS et une compagnie ukrainienne rassemblent 1 000 hommes juifs d'Hrubieszów entre 15 et 60 ans ainsi que 1 100 Juifs de Chełm, et les forcent à marcher jusqu'à la rivière Bug qui détermine la frontière entre la zone occupée par l'Allemagne et celle occupée par l'Union soviétique. Au cours de cette marche de la mort de quatre jours, près de 1 500 Juifs sont abattus. D'autres se noient durant la traversée de la rivière et seul un petit nombre réussit à rejoindre l'autre rive.
Ceux qui restent sont parqués dans un ghetto mis en place le 15 juin 1940 par les Allemands dans une zone limitée par la place du marché et les rues Ludna et Jatkowa. Tous les Juifs de plus de 12 ans doivent porter un brassard avec une étoile de David blanche. Les allemands nomment un Judenrat de douze membres, dirigé par Shmuel Brand et son adjoint Joel Rabinovich. Le Judenrat reçoit régulièrement l'ordre de procurer aux Allemands des travailleurs forcés et de payer des rançons. Le Judenrat installe une cantine et un hôpital. En aout 1940, environ 500 Juifs de Częstochowa
arrivent au ghetto d'Hrubieszow. Les Allemands construisent dans la région quatre camps de travail forcé et conduisent des centaines de résidents du ghetto vers ces camps chaque jour. Le 13 aout 1940, les Allemands, aidé par la police polonaise envoient 600 Juifs au camp de travail de Belzec. La moitié d'entre eux meurent de faim ou des épidémies. En novembre 1941, 300 Juifs de Cracovie sont conduits au ghetto d’Hrubieszów. En mars 1942, des centaines d'autres arrivent de Mielec. En mai 1942, un important groupe de Juifs des villages alentour sont eux aussi enfermés dans le ghetto d'Hrubieszów. On compte alors 5 690 Juifs dans le ghetto d’Hrubieszów.
À l'été 1942, les Allemands avertissent le Judenrat de leur intention d'envoyer les juifs de la ville vers la région de Pinsk. Le 1er et 2 juin 1942, les Allemands, sous les ordres du commandant de la Gestapo Wiedermann, du commandant de gendarmerie Hennig, et de l'officier de police Diamant, rassemblent 3 049 Juifs avec l'aide de policiers polonais et les déportent au camp d'extermination de Sobibor. 40 juifs ayant résisté, sont abattus sur place. Le 7 et 9 juin 1942, les allemands déportent 500 Juifs d'Hrubieszów, Grabowiec, Uchanie, Dubienka et Białopole au camp d'extermination de Sobibor. Près de 180 juifs ayant refusé de se joindre au convoi, sont abattus dans le cimetière juif.
Il reste alors environ 2 500 Juifs dans le ghetto d'Hrubieszów. Ils travaillent dans des usines allemandes et sont regroupés dans un petit ghetto établi près du cimetière. Le 28 octobre 1942, la plupart des habitants du petit ghetto, soit environ 2 000 personnes sont déportés au camp de la mort de Sobibor. Les 400 Juifs qui résistent sont exécutés dans le cimetière. Il ne reste plus que 160 jeunes Juifs à Hrubieszów, chargés de nettoyer la zone du ghetto et de démolir le cimetière. En septembre 1943, le camp de travail est liquidé et ses détenus, à l'exception d'un petit nombre qui parvient à s'échapper dans les forêts alentour, sont transférés au camp de Budzyn près de Kraśnik.

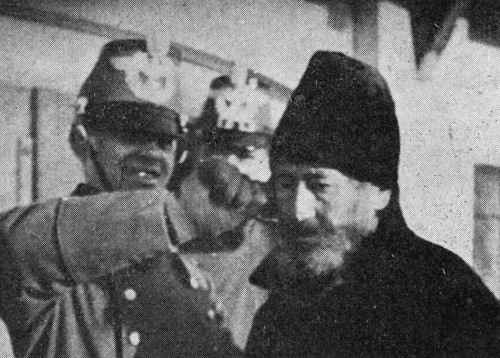
Un soldat nazi coupe la barbe d'un Juif religieux.
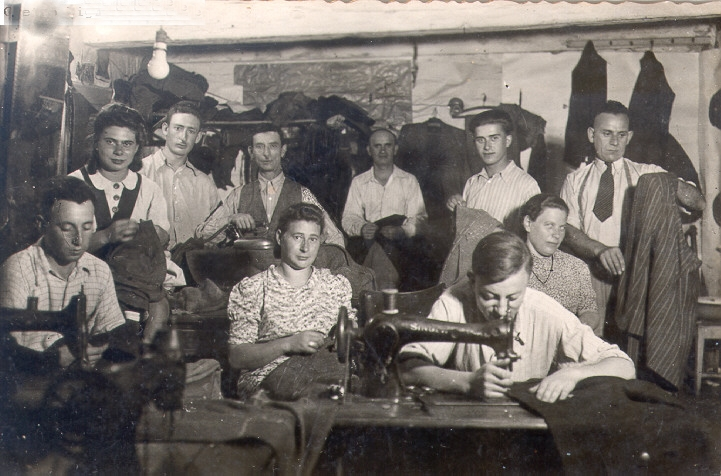
Un atelier de couture organisé par le Judenrat dans le ghetto.
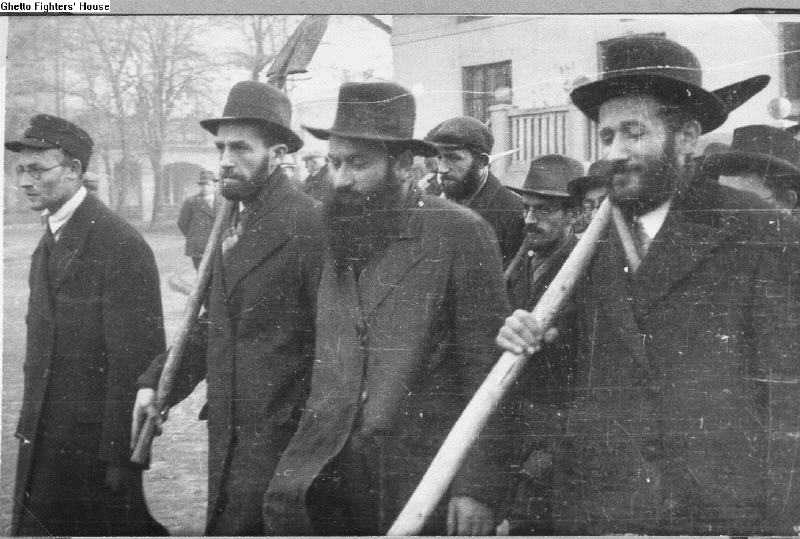
Juifs envoyés à Bedzin pour du travail forcé.
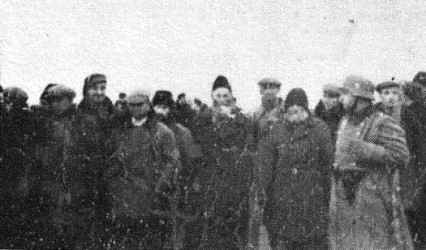
Marche de la mort d'Hrubieszów à Sokal.

Au début de l'été 1941, une résistance juive s'organise dans le ghetto d'Hrubieszów et parmi ses activistes, se trouvent Salomon Brand et Arie Perec (Leon Porecki). Principalement des membres du mouvement sioniste Dror, ils tentent d'organiser la première base de partisans juifs. Leur tentative échoue en raison d'un manque de support de la population paysanne locale, malgré les centaines de fugitifs du ghetto qui trouvent refuge dans les forêts environnant Hrubieszów. Nombreux sont ceux qui rejoignent des groupes de résistance, parfois loin d'Hrubieszów: Salomon Brand devient un des organisateurs de la résistance juive à Vilna et Arie Perec devient capitaine dans l'armée clandestine polonaise durant le soulèvement de Varsovie.
Après la libération par les forces soviétiques en juillet 1945, des survivants juifs retournent à Hrubieszów. En mai 1945, ils sont près de 200, mais la plupart quitte la ville assez rapidement et en aout 1946, ils ne sont plus que 42. Presque tous vont quitter durant les mois suivants. Il n'y a plus de communauté juive à Hrubieszów.
Avant de quitter Hrubieszów, les survivants rendent un dernier hommage aux victimes du nazisme. Retirés des nombreuses fosses communes et des zones d'exécution, les morts sont exhumés et enterrés dans le cimetière juif.

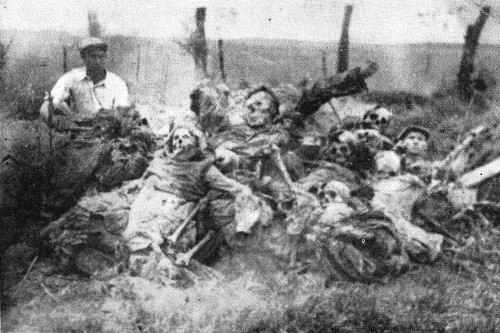
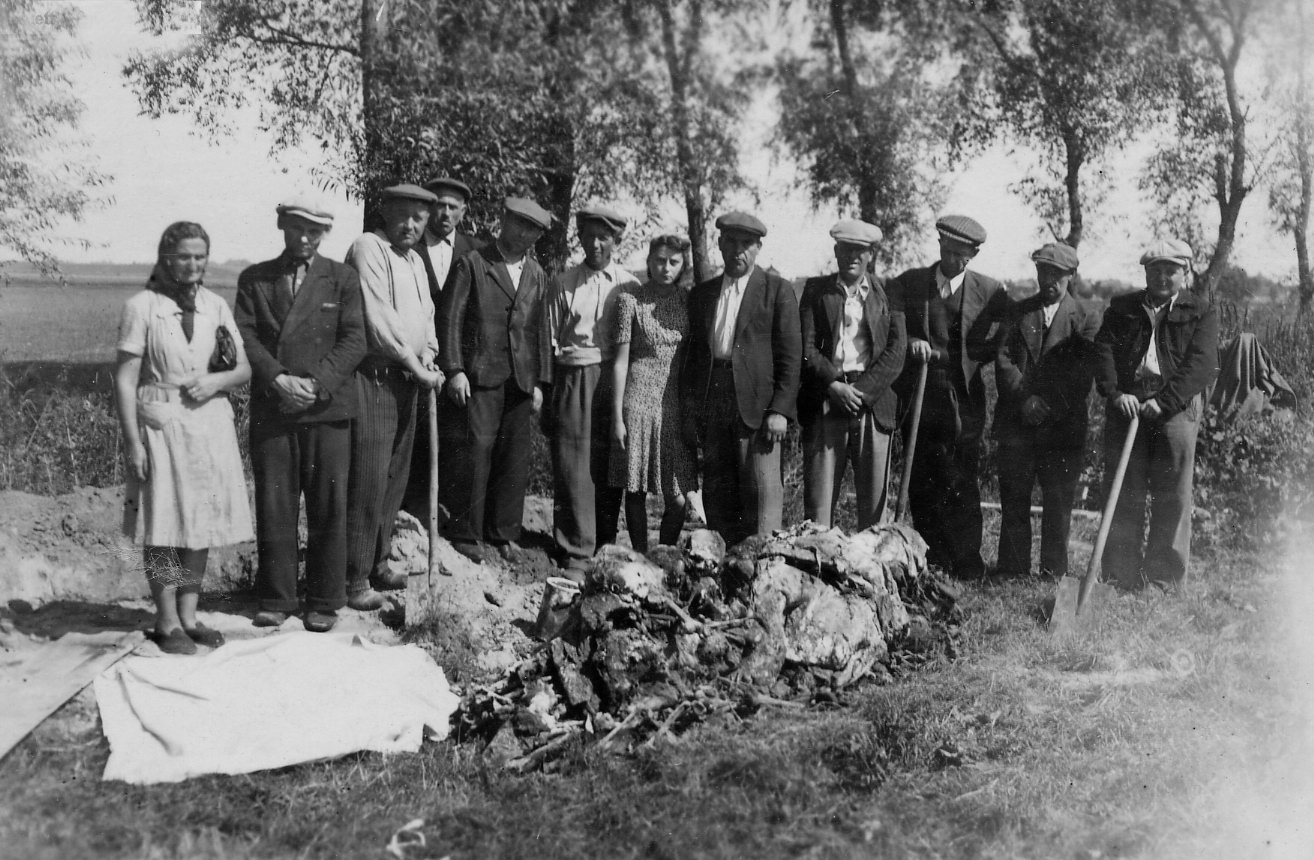
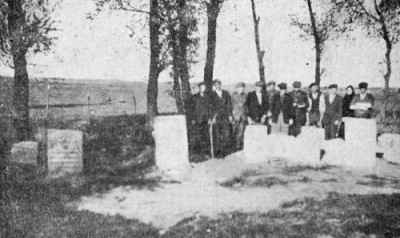

## Personnalités juives nées à Hrubieszow
- Yosef Almogi (1910-1991), politicien israélien, membre de la Knesset entre 1955 et 1977
- Józef Goldszmit (1844-1896), journaliste et avocat polonais.
- Henry Orenstein (1923-2021), entrepreneur et joueur de poker américain, survivant de la Shoah
- Milton Rokeach (1918-1988), psychologue américain
- Abraham Stern (1762-1842), horloger, mécanicien, inventeur de plusieurs machines à calculer, d'un télémètre * géodésique, d'une scierie mécanique, d'une batteuse et d'une faucheuse à cheval
- Samuel Tepler (1918-1998), peintre israélien

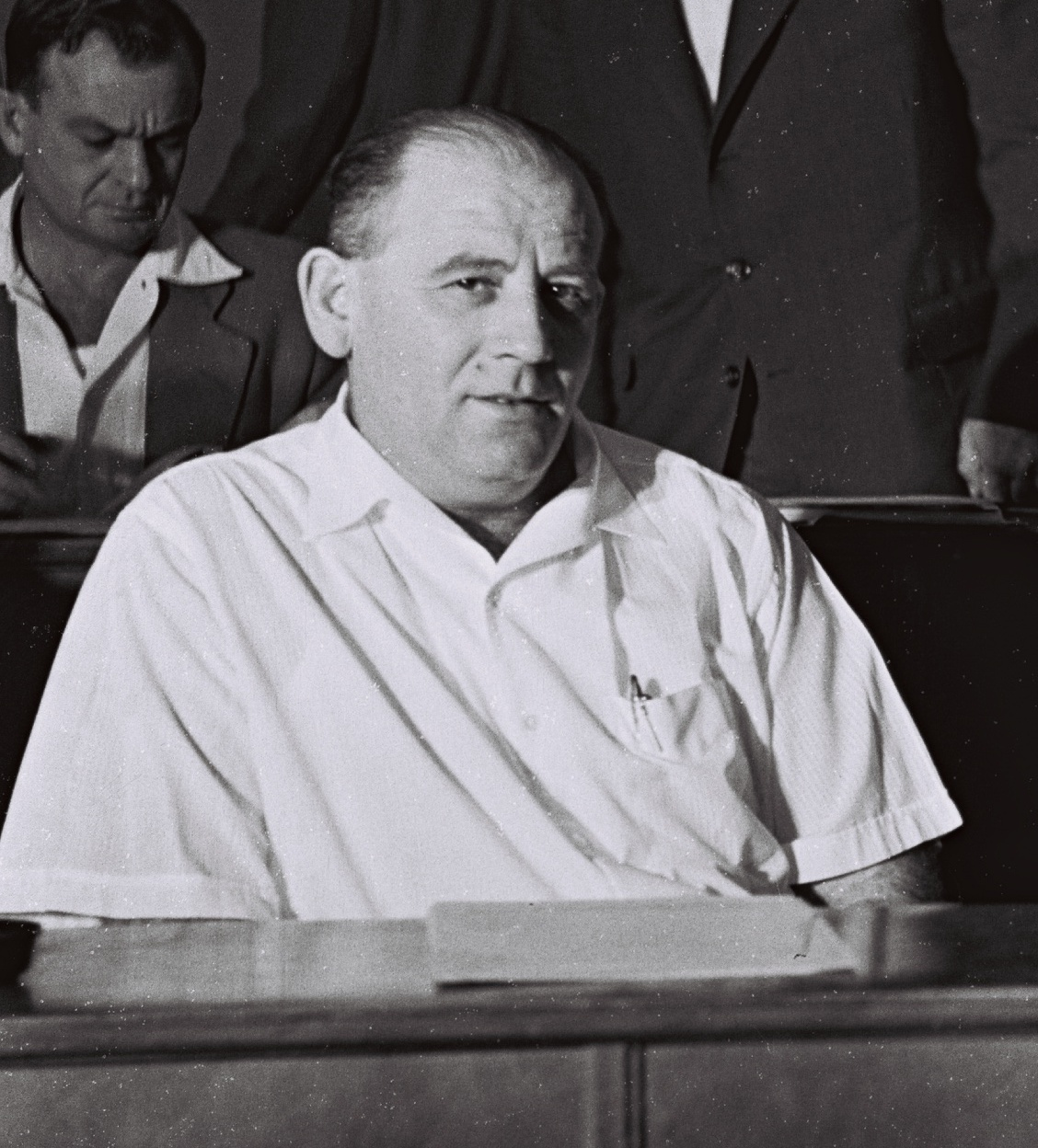
Yosef Almogi en 1955
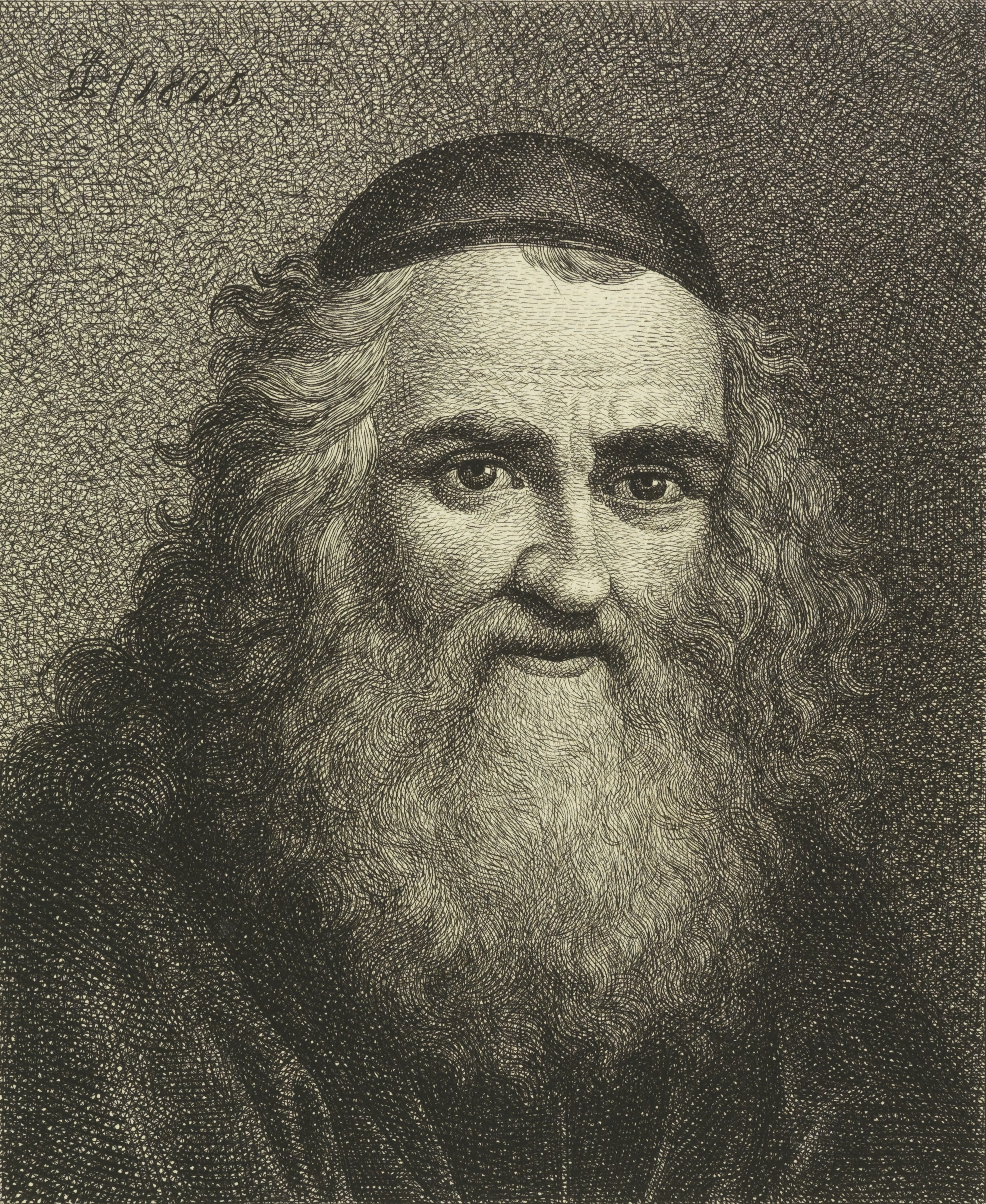
Abraham Stern

## Évolution de la population juive
| Population juive à Hrubieszów, |                         |                 |                      |                          |
| Date                           | Population d'Hrubieszów | Nombre de Juifs | Pourcentage de Juifs | Nombre de maisons juives |
| 1555                           | -                       | 13              | -                    |                          |
| 1564                           | -                       | 40              | -                    |                          |
| 1765                           | ~2 500                  | 790             | ~31,6 %              |                          |
| 1827                           | 4 172                   | 2 924           | 70,1 %               |                          |
| 1840                           | 5 430                   | 2 914           | 53,7 %               |                          |
| 1857                           | 5 902                   | 3 201           | 54,2 %               |                          |
| 1862                           | 6 181                   | 3 605           | 58,3 %               | ~600 maisons             |
| 1864                           | 7 550                   | 4 386           | 58,1 %               |                          |
| 1871                           | 7 717                   | 4 449           | 57,7 %               |                          |
| 1879                           | 8 208                   | 4 984           | 60,7 %               | 552 maisons              |
| 1884                           | 8 280                   | 5 008           | 60,5 %               |                          |
| 1897                           | 9 813                   | 5 341           | 54,4 %               |                          |
| 1905                           | 12 197                  | 7 945           | 65,1 %               |                          |
| 1913                           | 15 803                  | 10 341          | 65,4 %               |                          |
| 1918                           | 9 598                   | 5 313           | 55,4 %               |                          |
| 1921                           | 9 593                   | 5 679           | 59,2 %               | 820 maisons              |
| 1939                           | ~11 000                 | ~ 7 500         | ~68,2 %              |                          |